# Коген, Соломон Аронович
Соломо́н Аро́нович Коге́н (1830, Евпатория, Таврическая губерния — 16 [29] ноября 1900, Киев) — киевский купец 1-й гильдии,  предприниматель и меценат, крупный табачный фабрикант юга России, глава общины киевских караимов.

## Биография
Родился в 1830 году в Евпатории в семьей торговца табаком Арона Когена и его жены Мурад. Переехал в Киев в 1860 году. Вместе с женой Эстер Чефаньевной Коген (1841—?), а также братом жены Мордехаем Шишманом (1845—?) проживал по адресу Крещатик, 19. Детей не имел.
В 1861 году совместно с Ю. М. Шапшалом создал табачный завод и открыл магазин. Предприятие производило бумажные
гильзы, махорку, плиточный табак, сигары. В 1863 году из Евпатории в Киев переехал младший брат Моисей Аронович Коген и открыл табачное предприятие «Братья Коген». В 1871 году Шапшал продал свою долю и переехал в Петербург. 1 января 1872 года Соломон Аронович увеличил свою фабрику и вместе с шурином М. Шишманом, С. Приком и М. А. Когеном основал торговый дом «Коген и Шишман». В 1887 году по градации чистого дохода он занимал восьмое место в Киеве (перед Бродскими и Терещенко). В конце 1890-х годов Соломон Коген построил вместе с братом новую фабрику на Бибиковском бульваре, 74. В наши дни эта табачная фабрика входит в группу компаний Imperial Tobacco Group и называется «Империал Тобакко Продакшн Украина». Известные адреса зданий фабрики:
- Крещатик, 17 (в доме аптекаря Густава Зейделя);
- дом у Ново-Елизаветинской улицы и Крещатика;
- здание по ул. Лютеранская № 6.

В 1895 году в Евпатории на собственные средства основал ремесленное караимское училище, названное его именем. В связи с открытием училища и за заслуги в деле народного образования 13 июля 1898 года был награждён орденом Св. Станислава 3-й степени, а его портрет разместили в главном зале Евпаторийского караимского ремесленного училища.
На постройку караимской кенассы в Киеве пожертвовал более 125 тысячи рублей.
Последние 13 лет жизни был парализован. Умер в ночь на 16 (29) ноября 1900 года. Похоронен 19 ноября на старом караимском кладбище на Зверинце. Кладбище уничтожено в советские годы.

## Цитаты
уверяли, будто видели совсем недавно, как Симон продавал в этом самом магазине, изящно стоя за прилавком, табачные изделия фабрики Соломона Когена